# Георги Енишейнов
Георги Енишейнов (12 април 1929 г. – 7 ноември 2002 г.), наричан по прякор Белката, е бивш български футболист, защитник. Част от легендарния отбор на ЦСКА (София) от 50-те години на ХХ век, който доминира в А група.

## Биография
Родом от Дупница, Енишейнов започва да се състезава за местния Славия. През 1947 г. става част от новообразувания Марек след обединението на трите клуба в града. В тези години, освен като защитник, понякога е използван и като ляво крило.
През 1951 г. Енишейнов преминава в ЦСКА (София), където се състезава в следващите 9 години. Става 9 пъти шампион на България, а три пъти печели националната купа. Изиграва 126 мача за отбора в А група. Записва също 3 мача в турнира за Купата на европейските шампиони.
Енишейнов има и 3 мача за националния отбор на България. Дебютира на 22 май 1955 г. в контрола срещу Египет, която е спечелена с 2:1.

## Успехи
ЦСКА (София)
- А група:
  -  Шампион (9): 1951, 1952, 1954, 1955, 1956, 1957, 1958, 1958/59, 1959/60

- Национална купа:
  -  Носител (3): 1951, 1954, 1955